# 鯕鯖屬
鯕鯖屬為刺尾鲷目鯕鯖科的一屬，只有鯕鯖一個現生物種，但已知有若干化石類群。

## 分類
本屬包括1個現生種和兩個化石種：
- 鯕鯖 Luvarus imperialis Rafinesque, 1810
- †前鯕鯖 Luvarus praeimperialis Arambourg, 1967
- †奇鯕鯖 Proluvarus necopinatus Danil'chenko, 1968